# Savolaxbanan
| Unknown BSicon "ABZg+r" |

| Station on track |

| Small non-passenger station on track |

| Non-passenger station/depot on track |

| Unknown BSicon "eHST" |

| Station on track |

| Non-passenger station/depot on track |

| Junction both to and from left |

| Station on track |

| Non-passenger station/depot on track |

| Station on track |

| Unknown BSicon "eHST" |

| Non-passenger station/depot on track |

| Non-passenger station/depot on track |

| Non-passenger station/depot on track |

| Unknown BSicon "ABZg+r" |

| Station on track |

| Non-passenger station/depot on track |

| Unknown BSicon "eHST" |

| Non-passenger station/depot on track |

| Non-passenger station/depot on track |

| Non-passenger station/depot on track |

| Junction both to and from left |

| Station on track |

| Unknown BSicon "ABZgr" |

| Unknown BSicon "PSL" |

| Unknown BSicon "eHST" |

| Non-passenger station/depot on track |

| Non-passenger station/depot on track |

| Non-passenger station/depot on track |

| Station on track |

| Unknown BSicon "eABZgl" |

| Unknown BSicon "eHST" |

| Unknown BSicon "ABZg+r" |

| Non-passenger station/depot on track |

| Unknown BSicon "eHST" |

| Unknown BSicon "PSL" |

| Unknown BSicon "ABZg+l" |

| Small non-passenger station on track |

| Station on track |

| Unknown BSicon "PSL" |

| Unknown BSicon "eHST" |

| Unknown BSicon "eHST" |

| Unknown BSicon "eHST" |

| Unknown BSicon "PSL" |

| Unknown BSicon "eHST" |

| Unknown BSicon "PSL" |

| Unknown BSicon "eHST" |

| Unknown BSicon "PSL" |

| Unknown BSicon "PSL" |

| Unknown BSicon "ABZg+r" |

| Unknown BSicon "ABZg+r" |

| Station on track |

| Unknown BSicon "ABZgr" |

| Unknown BSicon "ABZg+r" |

| Station on track |

| Small non-passenger station on track |

| Non-passenger station/depot on track |

| Unknown BSicon "eHST" |

| Station on track |

| Non-passenger station/depot on track |

| Junction both to and from left |

| Station on track |

| Non-passenger station/depot on track |

| Station on track |

| Unknown BSicon "eHST" |

| Non-passenger station/depot on track |

| Non-passenger station/depot on track |

| Non-passenger station/depot on track |

| Unknown BSicon "ABZg+r" |

| Station on track |

| Non-passenger station/depot on track |

| Unknown BSicon "eHST" |

| Non-passenger station/depot on track |

| Non-passenger station/depot on track |

| Non-passenger station/depot on track |

| Junction both to and from left |

| Station on track |

| Unknown BSicon "ABZgr" |

| Unknown BSicon "PSL" |

| Unknown BSicon "eHST" |

| Non-passenger station/depot on track |

| Non-passenger station/depot on track |

| Non-passenger station/depot on track |

| Station on track |

| Unknown BSicon "eABZgl" |

| Unknown BSicon "eHST" |

| Unknown BSicon "ABZg+r" |

| Non-passenger station/depot on track |

| Unknown BSicon "eHST" |

| Unknown BSicon "PSL" |

| Unknown BSicon "ABZg+l" |

| Small non-passenger station on track |

| Station on track |

| Unknown BSicon "PSL" |

| Unknown BSicon "eHST" |

| Unknown BSicon "eHST" |

| Unknown BSicon "eHST" |

| Unknown BSicon "PSL" |

| Unknown BSicon "eHST" |

| Unknown BSicon "PSL" |

| Unknown BSicon "eHST" |

| Unknown BSicon "PSL" |

| Unknown BSicon "PSL" |

| Unknown BSicon "ABZg+r" |

| Unknown BSicon "ABZg+r" |

| Station on track |

| Unknown BSicon "ABZgr" |

Savolaxbanan är en del av det finländska järnvägsnätet och sträcker sig från Kouvola till Idensalmi, via bland annat S:t Michel, Pieksämäki och Kuopio. Den totala längden uppgår till 358 km och den är helt elektrifierad. Högsta tillåtna hastighet är 140 km/h (2015; utom 45 km söder om Otava som har 200 km/h).
Sträckningen från Kouvola till Kuopio togs i bruk år 1899 och förlängningen till Idensalmi år 1902.